# توني يانغ
توني يانغ (بالصينية: 楊祐寧) هو ممثل تايواني، ولد في 30 أغسطس 1982 بتايبيه في تايوان.

## وصلات خارجية
- توني يانغ على موقع IMDb (الإنجليزية)
- توني يانغ على موقع ألو سيني (الفرنسية)
- توني يانغ على موقع أول موفي (الإنجليزية)
- توني يانغ على موقع قاعدة بيانات الفيلم (الإنجليزية)
- توني يانغ على موقع كينوبويسك (الروسية)